# 13044 Wannes
13044 Wannes (tên chỉ định: 1990 QO8) là một tiểu hành tinh vành đai chính. Nó được phát hiện bởi Eric Walter Elst ở Đài thiên văn La Silla ở Chile ngày 16 tháng 8 năm 1990. Nó được đặt theo tên Wannes Van de Velde, a Flemish musician, poet, và artist.